# Państwowe Liceum i Gimnazjum w Jaworowie
Państwowe Liceum i Gimnazjum w Jaworowie – polska szkoła z siedzibą w Jaworowie w okresie II Rzeczypospolitej, od 1938 o statusie gimnazjum i liceum ogólnokształcącego.

## Historia
Gimnazjum zostało założone w okresie zaboru austriackiego w 1908 przez radę miejską w Jaworowie. Placówka miała mieć charakter prywatny, a do jego utrzymania mieli przyczynić się Rada Miejska, Rada Powiatowa i rodzice młodzieży. W sierpniu 1908 powołano kierownika zakładu, 4 września 1908 Wydział Szkolny, a 16 dnia tego miesiąca gimnazum podjęło działalność.
W pierwszym okresie gimnazjum było o charakterze klasycznym, zaś począwszy od roku szkolnego 1913/1914 dokonywano przemiany w typ realny. Podczas I wojny światowej działało Prywatne Gimnazjum Miejskie z prawem publiczności w Jaworowie. W okresie wojny szkoła poniosła straty materialne w budynku i osobowe zarównow w kadrze nauczycielskiej jak i w gronie uczniów. Kolejne straty nadeszły wraz z wojną polsko-ukraińską.
Po odzyskaniu przez Polskę niepodległości i nastaniu II Rzeczypospolitej z dniem 1 stycznia 1921 gimnazjum zostało upaństwowione. W latach 20. Gimnazjum mieściło się przy ulicy Adama Mickiewicza 1. W okresie międzywojennym gimnazjum prowadzono w typie humanistycznym. W 1926 w Gimnazjum było osiem klas z ośmioma oddziałami, w których uczyło się łącznie 170 uczniów płci męskiej i 23 uczennic.
Zarządzeniem Ministra Wyznań Religijnych i Oświecenia Publicznego Wojciecha Świętosławskiego z 23 lutego 1937 „Państwowe Gimnazjum w Jaworowie” zostało przekształcone w „Państwowe Liceum i Gimnazjum w Jaworowie” (państwową szkołę średnią ogólnokształcącą, złożoną z czteroletniego gimnazjum i dwuletniego liceum), a po wejściu w życie tzw. reformy jędrzejewiczowskiej szkoła miała charakter koedukacyjny, a wydział liceum ogólnokształcącego był prowadzony w typie humanistycznym łączonym w przyrodniczym.
Na dni 12 i 13 listopada 1938 w Jaworowie zapłanowano uroczystości z okazji 30-lecia istnienia gimnazjum.

## Dyrektorzy
- Emil Zaremba[1]
- Zygmunt Skorski[1]
- Ludwik Tuleja (lata 20., 30.)[1][5][6]

## Absolwenci
- Aleksander Kędzior – oficer (1919)
- Emil Michałowski – urolog (1924)
- Michał Nowakowski – oficer (1931)